# Olympische Sommerspiele 1908/Ringen
Bei den IV. Olympischen Spielen 1908 in London fanden neun Wettbewerbe im Ringen statt, davon fünf im Freistil und vier im griechisch-römischen Stil. Austragungsort war das White City Stadium im Stadtteil White City. Für die Organisation zuständig war die British Amateur Wrestling Association, die auch die Gewichtseinteilung vornahm.
Ein Kampf im griechisch-römischen Stil dauerte maximal 20 Minuten, im freien Stil maximal 15 Minuten. Um einen Kampf vorzeitig gewinnen zu können, musste ein Ringer seinen Gegner auf die Schultern legen. Konnte innerhalb der festgelegten Zeit auf diese Weise kein klarer Sieger ermittelt werden, entschieden die Kampfrichter. Eine besondere Regel besagte, dass Teilnehmer noch einmal in der nächsthöheren Gewichtsklasse antreten durften. Je nach Anzahl der Teilnehmer gab es zwei oder drei Vorrunden. Danach folgten jeweils zwei Halbfinalkämpfe, ein Kampf um die Bronzemedaille und das Finale.

## Bilanz

### Medaillenspiegel
| Platz | Land                   | Gold | Silber | Bronze | Gesamt |
| ----- | ---------------------- | ---- | ------ | ------ | ------ |
| 1     | Vereinigtes Königreich | 3    | 4      | 4      | 11     |
| 2     | Vereinigte Staaten     | 2    | –      | –      | 2      |
| 3     | Finnland               | 1    | 1      | 1      | 3      |
| 4     | Schweden               | 1    | 1      | –      | 2      |
| 5     | Königreich Italien     | 1    | –      | –      | 1      |
| 5     | Ungarn                 | 1    | –      | –      | 1      |
| 7     | Russland               | –    | 2      | –      | 2      |
| 8     | Norwegen               | –    | 1      | –      | 1      |
| 9     | Dänemark               | –    | –      | 3      | 3      |
| 10    | Kanada                 | –    | –      | 1      | 1      |

### Medaillengewinner
| Konkurrenz    | Gold                | Silber              | Bronze         |
| ------------- | ------------------- | ------------------- | -------------- |
| Bantamgewicht | George Mehnert      | William Press       | Aubert Côté    |
| Federgewicht  | George S. Dole      | John Slim           | William McKie  |
| Leichtgewicht | George de Relwyskow | William Wood        | Albert Gingell |
| Mittelgewicht | Stanley Bacon       | George de Relwyskow | Frederick Beck |
| Schwergewicht | George Con O’Kelly  | Jacob Gundersen     | Edward Barrett |

| Konkurrenz        | Gold                | Silber            | Bronze               |
| ----------------- | ------------------- | ----------------- | -------------------- |
| Leichtgewicht     | Enrico Porro        | Nikolai Orlow     | Arvid Lindén         |
| Mittelgewicht     | Frithiof Mårtensson | Mauritz Andersson | Anders Andersen      |
| Halbschwergewicht | Verner Weckman      | Yrjö Saarela      | Carl Jensen          |
| Schwergewicht     | Richárd Weisz       | Alexander Petrow  | Søren Marinus Jensen |

## Ergebnisse Freistil

### Bantamgewicht (bis 54 kg)
| Platz | Land | Sportler          |
| ----- | ---- | ----------------- |
| 1     | USA  | George Mehnert    |
| 2     | GBR  | William Press     |
| 3     | CAN  | Aubert Côté       |
| 4     | GBR  | Frederick Tomkins |
| 5     | GBR  | Fred Davis        |
| 5     | GBR  | Burt Sansom       |
| 5     | GBR  | George Saunders   |
| 5     | GBR  | Harry Sprenger    |

Datum: 20. Juli 1908 

13 Teilnehmer aus 3 Ländern
Es gab zwei Vorrunden, mit drei Freilosen in der ersten Runde. Den Kampf um die Bronzemedaille gewann Côté nach 8:50 Minuten, im Finale siegte Mehnert nach 11:45 Minuten gegen Press.

### Federgewicht (bis 60,3 kg)
| Platz | Land | Sportler       |
| ----- | ---- | -------------- |
| 1     | USA  | George S. Dole |
| 2     | GBR  | John Slim      |
| 3     | GBR  | William McKie  |
| 4     | GBR  | William Tagg   |
| 5     | GBR  | Arthur Goddard |
| 5     | GBR  | Sidney Peake   |
| 5     | GBR  | James Webster  |
| 5     | GBR  | James White    |

Datum: 22. Juli 1908 

12 Teilnehmer aus 2 Ländern
Es gab zwei Vorrunden, wobei in der ersten Runde vier Ringer dank Freilos ohne Kampf weiterkamen. Dole, der einzige ausländische Teilnehmer, siegte im Finale dank höherer Punktzahl gegen Slim und ließ so alle Briten hinter sich. Die Bronzemedaille ging an McKie, da sein Gegner kurz nach Beginn den Kampf abbrach.

### Leichtgewicht (bis 66,6 kg)
| Platz | Land | Sportler            |
| ----- | ---- | ------------------- |
| 1     | GBR  | George de Relwyskow |
| 2     | GBR  | William Wood        |
| 3     | GBR  | Albert Gingell      |
| 4     | GBR  | George MacKenzie    |
| 5     | GBR  | Henry Baillie       |
| 5     | USA  | John Krug           |
| 5     | GBR  | John McKenzie       |
| 5     | GBR  | William Shepherd    |

Datum: 24. Juli 1908 

11 Teilnehmer aus 2 Ländern
Auch dieser Wettbewerb war eine fast rein britische Angelegenheit. Drei Teilnehmer hatten in der ersten Vorrunde ein Freilos; der einzige Ausländer, ein US-Amerikaner schied in der zweiten Vorrunde aus. De Relwyskow gewann das Finale gegen Wood dank höherer Punktzahl. Gingell gewann Bronze vorzeitig nach 3:20 Minuten.

### Mittelgewicht (bis 73 kg)
| Platz | Land | Sportler            |
| ----- | ---- | ------------------- |
| 1     | GBR  | Stanley Bacon       |
| 2     | GBR  | George de Relwyskow |
| 3     | GBR  | Frederick Beck      |
| 4     | SWE  | Carl Andersson      |
| 5     | GBR  | Edgar Bacon         |
| 5     | GBR  | Aubrey Coleman      |
| 5     | USA  | John Craige         |
| 5     | USA  | Fred Narganes       |

Datum: 23. Juli 1908 

12 Teilnehmer aus 3 Ländern
In der ersten von zwei Vorrunden hatten vier Ringer ein Freilos. Im Finale siegte Bacon nach Punkten gegen Relwyskow. Die Bronzemedaille ging kampflos an Beck. Der Schwede Andersson-Gorthon war im Halbfinale trotz Überlegenheit zum Verlierer erklärt worden. Mannschaftsleiter Sigfrid Edström (der spätere IOC-Präsident) konnte verhindern, dass die schwedischen Ringer aus Protest abreisten. Allerdings verzichtete Andersson-Gorthon auf den Kampf um Platz drei.

### Schwergewicht (über 73 kg)
| Platz | Land | Sportler            |
| ----- | ---- | ------------------- |
| 1     | GBR  | George Con O’Kelly  |
| 2     | NOR  | Jacob Gundersen     |
| 3     | GBR  | Edward Barrett      |
| 4     | GBR  | Edward Nixson       |
| 5     | GBR  | Lawrence Bruce      |
| 5     | GBR  | Frederick Humphreys |
| 5     | GBR  | Harold Foskett      |
| 5     | GBR  | Charles Brown       |

Datum: 22. Juli 1908 

11 Teilnehmer aus 2 Ländern
In der ersten von zwei Vorrunden wurden drei Freilose vergeben. Der Norweger Gunderson, der einzige Nichtbrite, unterlag im Finale nach 3:35 Minuten dem Iren O’Kelly. Barrett entschied den Kampf um die Bronzemedaille nach 4:52 Minuten für sich.

## Ergebnisse griechisch-römischer Stil

### Leichtgewicht (bis 66,6 kg)
| Platz | Land | Sportler         |
| ----- | ---- | ---------------- |
| 1     | ITA  | Enrico Porro     |
| 2     | RUS  | Nikolai Orlow    |
| 3     | FIN  | Arvid Lindén     |
| 4     | SWE  | Gunnar Persson   |
| 5     | SWE  | Gustaf Malmström |
| 5     | HUN  | József Maróthy   |
| 5     | DEN  | Anders Møller    |
| 5     | HUN  | Ödön Radvány     |

Datum: 24. und 25. Juli 1908 

25 Teilnehmer aus 10 Ländern
Es gab drei Vorrunden, wobei neun Ringer in der ersten Vorrunde dank Freilos kampflos weiterkamen. Im Finale siegte der Italiener Porro nach Punkten gegen den Russen Orlow. Den Kampf um die Bronzemedaille entschied der Finne Lindén vorzeitig nach 2:25 Minuten für sich.

### Mittelgewicht (bis 73 kg)
| Platz | Land | Sportler            |
| ----- | ---- | ------------------- |
| 1     | SWE  | Frithiof Mårtensson |
| 2     | SWE  | Mauritz Andersson   |
| 3     | DEN  | Anders Andersen     |
| 4     | ISL  | Johannes Jósefsson  |
| 5     | NED  | Jaap Belmer         |
| 5     | DEN  | Johannes Eriksen    |
| 5     | SWE  | Axel Frank          |
| 5     | DEN  | Axel Larsson        |

Datum: 25. Juli 1908 

21 Teilnehmer aus 8 Ländern
In der ersten von drei Vorrunden profitierten fünf Ringer von einem Freilos. Im Finale konnte der Schweden Mårtensson seinen Landsmann Andersson bereits nach 6:25 Minuten auf die Matte legen. Die Bronzemedaille fiel kampflos an den Dänen Andersen, da sein Gegner Josefsson im Halbfinale den Arm gebrochen hatte.

### Halbschwergewicht (bis 93 kg)
| Platz | Land | Sportler          |
| ----- | ---- | ----------------- |
| 1     | FIN  | Verner Weckman    |
| 2     | FIN  | Yrjö Saarela      |
| 3     | DEN  | Carl Jensen       |
| 4     | HUN  | Hugó Payr         |
| 5     | GBR  | Arthur Banbrook   |
| 5     | BEL  | Fritz Larsson     |
| 5     | SWE  | Axel Frank        |
| 5     | NED  | Jacob van Westrop |

Datum: 22. Juli 1908 

21 Teilnehmer aus 9 Ländern
Fünf Ringer konnten in der ersten von drei Vorrunden von einem Freilos profitieren. Beide Medaillenkämpfe wurden vorzeitig beendet, das Finale nach 16:10 Minuten, der Kampf um die Bronzemedaille bereits nach 100 Sekunden.

### Schwergewicht (über 93 kg)
| Platz | Land | Sportler             |
| ----- | ---- | -------------------- |
| 1     | HUN  | Richárd Weisz        |
| 2     | RUS  | Alexander Petrow     |
| 3     | DEN  | Søren Marinus Jensen |
| 4     | HUN  | Hugó Payr            |
| 5     | GBR  | Edward Barrett       |
| 5     | GBR  | Frederick Humphreys  |
| 5     | DEN  | Carl Jensen          |

Datum: 21. und 24. Juli 1908 

7 Teilnehmer aus 4 Ländern
Es gab nur eine Vorrunde. Das Finale wurde nach Punkten zugunsten des Ungarn Weisz entschieden. Der Bronzekampf war nach 5:44 Minuten beendet, der Drittplatzierte hatte in der Vorrunde ein Freilos.